# Herennià
Herennià (llatí: Herennianus) va ser un dels trenta tirans que menciona Trebel·li Pol·lió a la Historia Augusta.
Segons Pol·lió era fill d'Odenat, i rei de Palmira. Va usurpar el títol imperial en les revoltes que hi va haver quan l'emperador Valerià I va ser vençut, fet presoner i mort pel rei dels perses Sapor I. Probablement era el germà petit de Vabalat i hauria governat associat a aquest (i a un tercer germà de nom Timolau), sota la regència de la seva mare Zenòbia. Com que no apareixen monedes ni medalles, es creu que podria ser un personatge imaginari, com altres que Pol·lió inclou a la Historia Augusta.